# Thomas Kremer (Theologe)
Thomas Kremer (* 9. Oktober 1971 in Trier) ist ein deutscher Diözesanpriester, katholischer Theologe (Kirchengeschichte des Altertums und Ostkirchenkunde) und Universitätsprofessor.

## Leben
Nach dem Abitur in Bitburg trat Kremer in das Bischöfliche Priesterseminar Trier ein und studierte Philosophie und Theologie an der Theologischen Fakultät Trier, im Theologischen Studienjahr Jerusalem und an der Ludwig-Maximilians-Universität München. Er wurde 1998 in Trier zum Priester geweiht und war von 1998 bis 2001 in Waldbreitbach als Kaplan und von 2001 bis 2004 in Morbach als Vikar tätig.
Kremer studierte danach Syrische Philologie und Theologie bei Peter Bruns in Bamberg und wurde 2009 mit einer Arbeit zum Genesiskommentar Ephräms des Syrers in Trier zum Dr. theol. promoviert. Als Assistent an der Philosophisch-Theologischen Hochschule Sankt Georgen in Frankfurt am Main dozierte er Hebräisch und Syrisch und nahm Lehraufträge in den Fächern Biblische Einleitung und Kirchengeschichte des Altertums an der Philosophisch-Theologischen Hochschule Sankt Georgen, der Goethe-Universität Frankfurt und der Theologischen Fakultät Trier wahr. Von 2014 bis 2016 war er Vizerektor des Collegium Orientale in Eichstätt. 2017 wurde er in Frankfurt a. M. mit einer Arbeit zur Rezeptionsgeschichte der Psalmen 120–134 habilitiert.
Von 2018 bis 2023 war er Inhaber der Stiftungsprofessur Prinz Max von Sachsen des Bistums Eichstätt für Theologie des Christlichen Ostens an der Theologischen Fakultät der Katholischen Universität Eichstätt-Ingolstadt, die zum Oktober 2023 zu einem ordentlichen Lehrstuhl mit Kremer als Lehrstuhlinhaber entfristet wurde.

## Mitgliedschaften
Kremer ist Direktor der Forschungsstelle Christlicher Orient der Katholischen Universität Eichstätt-Ingolstadt, Mitglied der Görres-Gesellschaft (Sektion „Christlicher Orient“), des Deutschen Syrologentages und der Gesellschaft für das Studium des Christlichen Ostens (GSCO), zu deren Vorsitzenden er 2020 gewählt wurde. Er ist alleiniger Herausgeber der in Trier erscheinenden ostkirchlich ausgerichteten Reihe „Sophia – Quellen östlicher Theologie“ sowie Mitherausgeber der Reihen "Koinonia-Oriens", "Edition Cardo" und "Eichstätter Beiträge zum Christlichen Orient". Als Mitglied des Patriarchalischen Ordens vom Heiligen Kreuz zu Jerusalem engagiert er sich für soziale und karitative Einrichtungen der Melkitischen Griechisch-Katholischen Kirche im Nahen Osten. Er ist Mitglied der Arbeitsgemeinschaft „Kirchen des Ostens“, eines Ausschusses der Ökumenekommission der Deutschen Bischofskonferenz.

## Ehrungen
Für seine Doktorarbeit erhielt Kremer 2011 den Hieronymus-Preis der Theologischen Fakultät Trier. 2015 wurde er in Essen durch den Patriarchen von Antiochien Gregorios III. Laham zum „Archimandriten des Patriarchats von Antiochien“ erhoben. Durch diesen Ehrentitel ist Kremer der Melkitischen Griechisch-Katholischen Kirche in Deutschland in besonderer Weise verbunden.

## Werke
- Mundus primus. Die Geschichte der Welt und des Menschen von Adam bis Noach im Genesiskommentar Ephräms des Syrers (Corpus Scriptorum Christianorum Orientalium; 641), Leuven 2012, Peeters, ISBN 978-90-429-2566-3
- Iso Baumer (Hrsg.)։ Nerses von Lambron – Die Ungeduld der Liebe; unter Mitarbeit von Franz Mali, Abel Manoukian, Lévon Zékian und Thomas Kremer, Trier 2013, Paulinus, ISBN 978-3-7902-1460-4
- Peter Bruns/Thomas Kremer (Hrsg.): Studia Syriaca. Beiträge des IX. Deutschen Syrologentages in Eichstätt 2016 (Eichstätter Beiträge zum Christlichen Orient; 6), Wiesbaden 2018, Harrassowitz; ISBN 978-3-447-11014-3.
- Thomas Kremer (Hrsg.): "Dein Antlitz, Herr, will ich suchen!" Selbstoffenbarung Gottes und Antwort des Menschen. Festschrift für Michael Schneider SJ zum 70. Geburtstag (Koinonia-Oriens; 55), Münster 2019, Aschendorff, ISBN 978-3-402-22520-2.
- Peter Bruns/Thomas Kremer/Andreas Weckwerth (Hrsg.): Sterben & Töten für Gott? Das Martyrium in Spätantike und frühem Mittelalter. Internationale Tagung in Rom vom 20. bis 23. Februar 2019 (Koinonia-Oriens; 57), Münster 2022, Aschendorff, ISBN 978-3-402-22524-0